# Nova Iorque (Maranhão)
Nova Iorque é um município brasileiro no interior e sul do estado do Maranhão, região Nordeste. Está localizado na divisa entre Maranhão e Piauí.
A população do município, conforme o Censo 2022 do Instituto Brasileiro de Geografia e Estatística (IBGE), foi de 4 320 habitantes.
O nome do município tem origem em uma homenagem do engenheiro estadunidense Eduardo Burnet à sua terra natal, a cidade de Nova Iorque, nos Estados Unidos. Inicialmente, no século XIX, ele fundou uma vila, denominando-a de Vila Nova, que foi desmembrada da cidade de Patos Bons, mas, com o desenvolvimento da localidade, decidiu renomeá-la para Nova Iorque. Burnet chegou à região em 1871, a pedido do governo imperial brasileiro, para realizar a limpeza do rio Parnaíba e remover as cachoeiras que dificultavam a navegação e o comércio da região. Burnet contribuiu para o crescimento da localidade.
Nova Iorque destaca-se por ser um ponto turístico no Maranhão, devido às belezas naturais.

## História

### Inundação de 1926
Em 1926, a cidade sofreu uma grande enchente que devastou o lugar e obrigou que tudo fosse reconstruído em um outro local mais distante exatamente como era antes com suas 13 ruas, 3 praças e disposição de casas rigorosamente como era.

### Construção da Usina Hidrelétrica de Boa Esperança
Em 1964, durante o Governo Castelo Branco teve início a construção da Usina Hidrelétrica de Boa Esperança, o que fez com que a cidade mudasse de local novamente sendo construída uma outra totalmente planejada, que é a existente até os dias de hoje.

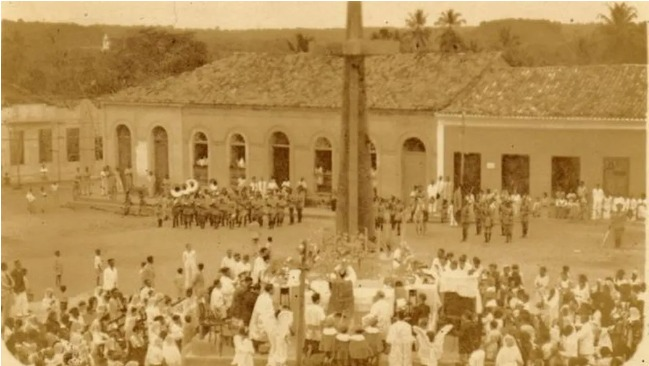
Missa antes da inundação de Nova Iorque
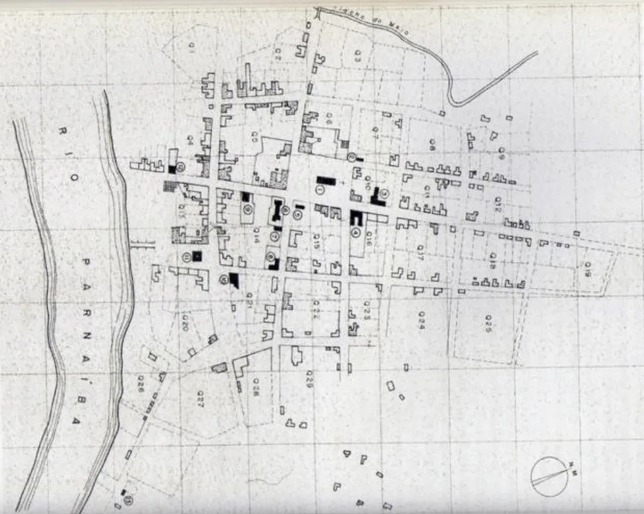
Planta da antiga cidade

## Geografia

### Bioma
O bioma de Nova Iorque é o cerrado.

### Hidrografia
Nova Iorque é banhada pelo rio Parnaíba. Há no município o Lago da Boa Esperança, o maior lago artificial do Maranhão e um dos maiores do Brasil, criado após a construção da Barragem de Boa Esperança; o lago pode chegar a ter uma profundidade de 45 metros. Submersa nas águas do Lago da Boa Esperança, encontra-se parte da cidade antiga de Nova Iorque.

## Economia
A economia de Nova Iorque é sustentada sobretudo pela pesca e pela produção artesanal, com a população vivendo disso. Além do mais, o turismo desempenha um papel significativo na geração de renda do município.

## Turismo
Em Nova Iorque, a maior parte do turismo tem origem nas belezas naturais. O principal atrativo turístico é a Praia do Caju, uma praia artificial localizada a cerca de 2 km do centro da cidade e que é parte do Lago da Boa Esperança, o maior lago artificial do Maranhão e um dos maiores do Brasil, criado após a construção da Barragem de Boa Esperança. A Praia do Caju atrai muitos turistas. Também, um dos pontos turísticos que despertam a curiosidade em Nova Iorque é uma réplica da Estátua da Liberdade, localizada em frente a um hotel na cidade. Além do mais, há no município as ilhas Manrrattan, que são propriedades privadas, localizadas no meio do Lago da Boa Esperança e que são denominadas assim em homenagem a Manhattan, distrito da cidade norte-americana de Nova Iorque; Manrrattan, a exemplo da réplica da Estátua da Liberdade, é uma referência à maior cidade dos Estados Unidos e também é visitada por turistas.

## Filhos notáveis
- Ver lista de nova-iorquenses notáveis